# Anders Wejryd
Anders Harald Wejryd (Falköping, 8 agosto 1948) è un arcivescovo luterano svedese.

## Biografia
È stato vescovo di Växjö dal 1995 ed è stato eletto arcivescovo di Uppsala e primate della Chiesa di Svezia nel marzo 2006. Si è insediato nel settembre dello stesso anno ed ha incontrato Papa Benedetto XVI nel marzo del 2007.

## Genealogia episcopale e successione apostolica
La genealogia episcopale è:
- Cardinale Guillaume d'Estouteville, O.S.B.Clun.
- Papa Sisto IV
- Papa Giulio II
- Cardinale Achille Grassi
- Vescovo Paride Grassi
- Vescovo Peder Månsson
- Arcivescovo Laurentius Petri
- Vescovo Jacob Johannis
- Arcivescovo Laurentius Petri Gothus
- Arcivescovo Andreas Laurentii Björnram
- Vescovo Petrus Benedicti
- Arcivescovo Abraham Angermannus
- Arcivescovo Petrus Kenicius
- Arcivescovo Olaus Martini
- Arcivescovo Laurentius Paulinus Gothus
- Vescovo Jonas Magni Wexionensis
- Arcivescovo Johannes Canuti Lenaeus
- Vescovo Samuel Enander
- Arcivescovo Lars Stigzelius
- Arcivescovo Johan Baazius il Giovane
- Arcivescovo Olov Svebilius
- Arcivescovo Mattias Steuchius
- Arcivescovo Johannes Steuchius
- Arcivescovo Henrik Benzelius
- Arcivescovo Karl Fredrik Mennander
- Arcivescovo Uno von Troil
- Arcivescovo Jacob Axelsson Lindblom
- Arcivescovo Carl von Rosenstein
- Arcivescovo Johan Olof Wallin
- Arcivescovo Hans Olof Holmström
- Arcivescovo Henrik Reuterdahl
- Arcivescovo Anton Niklas Sundberg
- Vescovo Martin Johansson
- Vescovo Olof Bergqvist
- Arcivescovo Erling Eidem
- Arcivescovo Gunnar Hultgren
- Arcivescovo Ruben Josefson
- Arcivescovo Olof Sundby
- Arcivescovo Bertil Werkström
- Arcivescovo Gunnar Weman
- Arcivescovo Anders Wejryd

La successione apostolica è:
- Vescovo Sven Thidevall (2006)
- Arcivescovo Antje Jackelén (2007)
- Vescovo Thomas Söderberg (2008)
- Vescovo Tuulikki Koivunen Bylund (2009)
- Vescovo Eva Brunne (2009)
- Vescovo Jan-Olof Johansson (2010)
- Vescovo Martin Modéus (2011)
- Vescovo Sven-Bernhard Fast (2011)
- Vescovo Per Eckerdal (2011)
- Vescovo Åke Bonnier (2012)